# Edge computing

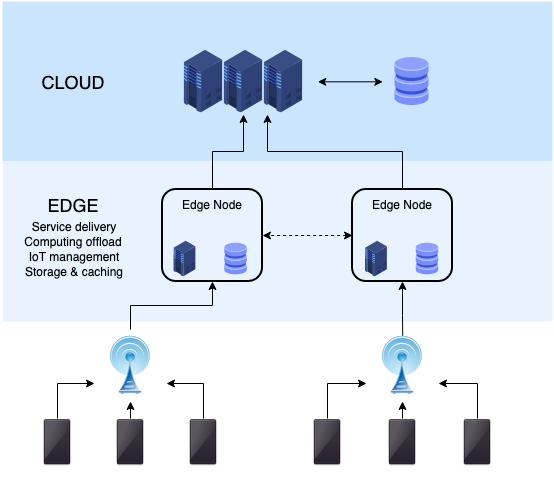
Edge computing infrastructure.

L'edge computing (informatique en périphérie ou informatique en périphérie de réseau) est une méthode d'optimisation employée dans le cloud computing qui consiste à traiter les données à la périphérie du réseau, près de la source des données.
Il est ainsi possible de minimiser les besoins en bande passante entre les capteurs et les centres de traitement des données en entreprenant les analyses au plus près des sources de données. Cette approche nécessite la mobilisation de ressources qui peuvent ne pas être connectées en permanence à un réseau, tels que des ordinateurs portables, des smartphones, des tablettes ou des capteurs. 
L'edge computing permet aussi d'éviter des transmissions de données nombreuses et peu pertinentes vers les centres de données ou le cloud, apportant fluidité et rapidité de réaction. L'edge computing couvre un large éventail de techniques, notamment celle des réseaux de capteurs sans fil, l'acquisition de données transférables et itinérantes, l'analyse des signatures sur portables, le traitement coopératif en peer-to-peer (fog computing, dew computing, multi-access edge computing,, stockage de données réparties, services de cloud à distance, réalité améliorée, et plus encore.

## Aperçu
L'edge computing déplace les applications, les données et la puissance de calcul (services) — habituellement centralisées — vers les extrémités du réseau. L'edge computing réplique des fragments d'information dans des réseaux distribués de serveurs web, qui peuvent s'étendre sur une vaste zone. En tant que paradigme technologique, l'edge computing est apparenté au (ou aussi appelé) mesh computing (méthode en maillage), au peer-to-peer, à l'informatique autonome, au grid computing et à d'autres notions qui impliquent une gestion informatique décentralisée. L'edge computing est apparu pour éviter la transmission de données nombreuses et peu pertinentes vers les data centers ou le cloud, apportant fluidité et rapidité de réaction.
En outre, l'edge computing s'apparente à un réseau de mini data centers (entre un serveur et moins d’une dizaine d’instances, généralement 2 ou 4 machines), qui stockent et traitent les données au plus près des infrastructures où les capteurs sont déployés.
Pour assurer des performances acceptables de services distribués largement dispersés, les grandes entreprises investissent généralement dans l'informatique de pointe en déployant des fermes de serveurs avec un clustering. Auparavant disponible uniquement pour les très grandes entreprises et organismes gouvernementaux, l'edge computing a profité des avancées  technologiques et de la réduction des coûts pour rendre la technologie disponible aux petites et moyennes entreprises.
L'utilisateur final cible est tout client Internet utilisant des services commerciaux d'applications Internet.
L'edge computing impose certaines limitations sur les choix de plates-formes technologiques, d'applications ou de services, qui doivent être spécifiquement développés ou configurés pour l'edge computing.
L'edge computing a de nombreux avantages :
1. Les services applicatifs d'edge computing diminuent considérablement les volumes de données qui transitent, le trafic qui en résulte et la distance parcourue par les données, réduisant ainsi les coûts de transmission, la diminution de la latence et l'amélioration de la qualité du service (QoS) ;
2. L'edge computing élimine, ou au moins diminue, la base de calcul de l'environnement, la limitation ou la suppression d'un goulot d'étranglement majeur et un point de défaillance potentiel ;
3. La sécurité peut se détériorer à mesure que des données chiffrées se déplacent plus loin, en traversant le réseau. À l'approche de l'entreprise, les données sont vérifiées car elles passent à travers des pare-feu et d'autres points de sécurité, où les virus, la compromission des données, et les piratages peuvent être contrôlés au plus tôt ;
4. La capacité de « virtualiser » (c'est-à-dire grouper logiquement les capacités de l'UC[Quoi ?] selon les besoins, en temps réel) étend l'évolutivité. Le marché de l'edge computing fonctionne généralement essentiellement sur un modèle de frais de services de réseau, et on pourrait soutenir que les clients typiques pour les services de pointe sont des organisations souhaitant un coût linéaire relatif à l'expansion du modèle, par exemple, une base d'abonnés.

### Grid computing
Alors que le grid computing serait programmé en une application spécifique pour distribuer ses besoins en matière de ressources à travers une grille globale de machines à bas prix en réseau, l'edge computing fournit une installation de modèle générique pour tout type d'application pour diffuser son exécution à travers une grille dédiée de machines coûteuses préparées.

## Comparaison avec des concepts voisins
L'informatique en périphérie et l'informatique géodistribuée (« fog computing ») ont beaucoup de similarités : les deux concepts décentralisent les données et distribuent les traitements avec des technologies réseau similaires. La différence principale est que l' « edge computing » tend à décentraliser les traitements le plus possible sur les équipements à la périphérie des réseaux, c'est-à-dire les ordinateurs auxquels sont reliés les capteurs, alors que le « fog computing » cherche à distribuer les traitements sur des unités du réseau local, en utilisant des stratégies d'agrégation de données intermédiaires lorsque c'est nécessaire.